# Vasilii Șova
Vasilii Șova (n. 18 iulie 1959, în satul Crasnoarmeiscoe, raionul Hîncești) este un om politic rusofon din Republica Moldova, fost Ministru al Reintegrării al Republicii Moldova în perioada 12 decembrie 2002 – 25 septembrie 2009 și fost deputat în Parlamentul Republicii Moldova în trei legislaturi (1990-1994, 2009-2010, 2010-2014).

## Biografie
Vasilii Șova s-a născut la data de 18 iulie 1959, în satul Crasnoarmeiscoe din raionul Hîncești, RSS Moldovenească, URSS. A absolvit cursurile Școlii de Construcții Navale din Nikolaev (Ucraina) și Facultatea de Drept a Universității de Stat din Moldova.
După absolvirea Școlii de Construcții Navale, între anii 1979-1983, a lucrat ca asamblor la Direcția de Construcții nr.2 din Chișinău. În perioada 1983-1988 a fost angajat în cadrul Ministerului Afacerilor Interne, îndeplinind diverse funcții în efectivul mediu de comandă. 
În anul 1988 a fost ales în funcția de prim-secretar al Comitetului raional al ULCTM.
După dezmembrarea URSS, Vasilii Șova este deputat în Parlamentul Republicii Moldova (1990-1994), fiind în această calitate membru al Comisiei parlamentare pentru problemele combaterii criminalității. În anul 1994 este încadrat în Ministerul Afacerilor Externe, unde îndeplinește pe rând funcțiile de șef de secție, șef adjunct a Direcției CSI (1994-1995), viceministru al afacerilor externe (1995-1998) și Ambasador Extraordinar și Plenipotențiar al Republicii Moldova în Republica Populară Chineză (1998-2002).
La data de 12 decembrie 2002, prin Decretul Președintelui Republicii Moldova, Vasilii Șova este numit în funcția de ministru al reintegrării al Republicii Moldova. Acest minister nou înființat are două orientări de bază: coordonarea politicilor tuturor ministerelor de la Chișinău și reglementarea conflictului transnistrean pentru reintegrarea țării. În baza votului de încredere acordat de Parlament, prin Decretul Președintelui Republicii Moldova, la 19 aprilie 2005, a fost confirmat în funcția de ministru al reintegrării în al doilea guvern format de către Vasile Tarlev. El și-a păstrat funcția de ministru și în noul guvern format de Zinaida Greceanîi la data de 31 martie 2008.
La alegerile din 29 iulie 2009 a fost ales deputat în Parlamentul Republicii Moldova, fiind apoi reales la alegerile anticipate din 28 noiembrie 2010.
Pe 12 aprilie 2013 a fost ales în funcția de președinte al Comisiei parlamentare pentru drepturile omului și relații interetnice, în locul lui Vadim Mișin.
La alegerile parlamentare din 30 noiembrie 2014 din Republica Moldova a candidat din nou la funcția de deputat, de pe locul 39 din lista Partidului Comuniștilor din Republica Moldova și nu a reușit să acceadă în parlament.
A fost decorat cu Medalia „Meritul Civic”. Vasilii Șova este căsătorit și are doi copii. Vorbește fluent limbile rusă și ucraineană, iar limba română o înțelege, dar nu se poate exprima în ea.